# Smolnica (Silésie)
Pour les articles homonymes, voir Smolnica.
Smolnica est une localité polonaise de la gmina de Sośnicowice, située dans le powiat de Gliwice en voïvodie de Silésie.